# Liesveld
Liesveld è stato fino al 2012 un comune della provincia dell'Olanda Meridionale. Il suo territorio è confluito dal 2013 nel comune di Molenwaard.